# Farligt møde
Farligt møde (originaltitel: Strangers on a Train) er en film instrueret af Alfred Hitchcock og udsendt i 1951 af Warner Bros.. Filmen er baseret på en roman af samme navn af Patricia Highsmith, der også skrev The Talented Mr. Ripley. Detektivromanforfatteren Raymond Chandler skrev et tidligt udkast til manuskriptet.
I filmen medvirkede bl.a. Farley Granger, Ruth Roman, Robert Walker, Leo G. Carroll, Kasey Rogers og Patricia Hitchcock. Alfred Hitchcock, der ofte selv medvirkede i små roller i sine film kan ses ca. 11 minutter inde i filmen, hvor han bærer en kontrabas ombord på et tog. 

## Handling
Tennisspilleren Guy (Farley Granger) er gift med den mindre charmerende Miriam, der er ham utro. Guy er forelsket i den unge og smukke Anne (Ruth Roman), der er datter af en senator. Guy har politiske ambitioner, hvilket vanskeliggør en skilsmisse. På et tog møder han Bruno (Robert Walker), som har en lys idé. Hvis Bruno myrder Guys hustru og Guy herefter myrder Brunos rige far, så kan begge skaffe sig et alibi for mordet, og da de to mordere ikke er forbundet på anden måde end gennem den tilfælde togrejse, vil politiet ikke kunne regne ud, hvem der er morder. Guy forlader kupéen, men glemmer sin lighter. Bruno tager lighteren og mener, at han har indgået en aftale med Guy om at "bytte mord". 
Bruno overholder sin del af "aftalen", men Guy føler sig ikke på samme måde forpligtet til at myrde Brunos far, og Bruno forsøger i stedet at få gjort Guy ansvarlig for mordet på Guys hustru. 
Anne forsøger at kontakte Brunos mor for at forklare sammenhængen, men hun tror ikke på Anne og forstår ikke, hvor farlig Bruno er. 

## Udvalgte medvirkende
- Farley Granger - Guy Haines
- Robert Walker - Bruno Anthony
- Ruth Roman - Anne Morton
- Leo G. Carroll - Senator Morton
- Patricia Hitchcock - Fru Morton
- Kasey Rogers - Miriam Haines
- Marion Lorne - Fru Anthony
- Jonathan Hale - Herr Anthony

## Priser
Farligt møde blev nomineret til en Oscar for bedste fotografering (S/H) ved prisuddelingen i 1952, men måtte se sig slået af En plads i solen.